# 屋根真樹
屋根 真樹（やね まさき、1972年11月16日 - ）は、日本の俳優。

## 出演

### 映画
- 釣りバカ日誌16 浜崎は今日もダメだった♪♪（2005年） - 警備員 役
- マリと子犬の物語（2007年） - 警察官 役
- GSワンダーランド（2008年） - ジャズ喫茶スタッフ 役
- ぐるりのこと。（2008年） - 検察官 役
- FLOWERS -フラワーズ-（2010年） - スタッフ 役
- アイズ（2015年）[1]
- 青春群青色の夏（2015年）[2][3][4]
- シン・ゴジラ（2016年）財務大臣秘書官 役[5]

### テレビ
- Ns'あおい 第4話（2006年1月31日、フジテレビ）
- 弁護士のくず 第6話（2006年5月18日、TBS）
- 結婚できない男 第4話（2006年7月25日、関西テレビ制作・フジテレビ系列）
- ダンドリ。〜Dance☆Drill〜 第8話（2006年8月29日、フジテレビ）
- 死亡推定時刻（2006年9月9日、フジテレビ）
- Dr.コトー診療所 第1話（2006年10月12日、フジテレビ）
- もういちど地下鉄に乗って 第三話（2006年10月28日、テレビ朝日）
- 今週、妻が浮気します 第1話（2007年1月16日、フジテレビ）
- 花嫁とパパ 第2話（2007年4月17日、フジテレビ）
- スワンの馬鹿! 第1話（2007年10月16日、フジテレビ）
- 相棒元旦スペシャル（2008年1月1日、テレビ朝日）
- パンドラ 第4話（2008年4月27日、WOWOW）
- シバトラ 第9話（2008年9月2日、フジテレビ） - 刑事 役
- Cafe吉祥寺で 第2週（2008年、テレビ東京） - 記者 役
- BLOODY MONDAY（2008年、TBS） - テロリストねずみ 役
- メイちゃんの執事 第5話（2009年2月10日、フジテレビ） - 監査 役
- 絶対零度 第10話（2010年6月15日、フジテレビ）
- 土曜ワイド劇場 交渉人 遠野麻衣子・最後の事件（2010年6月26日、テレビ朝日） - 特殊部隊隊長 役
- ハンマーセッション! 第1話（2010年7月10日、TBS） - 刑事 役
- パーフェクト・リポート 第3話（2010年10月31日、フジテレビ） - 小林正行 役
- 流れ星 第9話（2010年12月13日、フジテレビ） - 金融取立人 役
- CONTROL〜犯罪心理捜査〜 第2話（2011年1月18日、フジテレビ） - 警備員 役
- 外交官 黒田康作 第7話（2011年2月24日、フジテレビ） - 医者 役
- スクール!! 第5話（2011年2月13日、フジテレビ） - 救急隊員 役
- シマシマ 第7話（2011年6月3日、TBS） - ゲイ 役
- 死神くん 第3話（2014年5月2日、テレビ朝日） - 護衛 役
- 素敵な選TAXI 第1話（2014年10月14日、フジテレビ） - 給仕 役
- おはよう日曜診療所 第37話（2014年12月14日、BS日テレ） - 新谷信夫 役
- 水曜ミステリー9 マザー 強行犯係の女-傍聞き-（2016年4月20日、テレビ東京） - 整備工場の社長 役
- 昼のセント酒 第3話（2016年4月23日、テレビ東京）
- プレミアムよるドラマ ママゴト第3話（2016年9月13日、NHK BSプレミアム）
- 松本清張 花実のない森（2017年3月29日、テレビ東京） - 所轄刑事 役

### CM
- 東レ トレビーノ
- アメリカンホーム・ダイレクト 「モーレポ 今年から月払いに」篇
- キリンビール 「キリン一番搾り シェア オブ ハピネス」篇
- イオン 「イオンスーパーマーケット はじめまして」篇
- 明治 「明治ブルガリアヨーグルト 家族への想い」篇
- JAL
- ベネッセ 「進研ゼミ 小学校講座」
- 大正製薬 「パブロンエースX」
- 北日本銀行
- 第一生命
- みずほフィナンシャルグループ 「金融教育」篇
- バンダイ「機動戦士ガンダム (PlayStation)」 - 信号 役
- 江崎グリコ 「GABA」期待篇・激励篇
- 24 -TWENTY FOUR- 「DVDコレクターズBOX 仲間外れ」篇
- 富士産業 「リリィジュ」
- ソニー「PSP リッジレーサー」

### 舞台
- 管理人（2003年6月7日 - 21日、劇団夢現舎公演）[6]
- 義弟の井戸（2009年4月10日 - 15日、黒色綺譚カナリア派公演）[7]
- ワンハンドレッドライフ（2010年4月23日 - 25日、オフィスインベーダー公演）[8]
- 方舟（2011年11月9日 - 13日、オフィスインベーダー公演）[9][10]
- ゴミスイッチ（2012年9月22日 - 30日、NPOハロハロ公演）[11]
- 羊人間012（2013年12月7日 - 16日、ムシラセ公演） - さぶろう役[12]
- あいまいな、サイ（2014年4月16日 - 20日、ムシラセ公演）[13][14]

### その他
- Vシネマ　日本統一8 - 新山社長 役
- Vシネマ 首領の道 第11話 - 第13話 - 早川瞬 役[15]
- VP　バリオセキュア　バリオのVCR - ナビゲーター 役
- LISMOドラマ くるみ洋品店 第1話 - 西村勇三 役
- LISMOドラマ 「ロスタイムライフ」猫・ロックスター・親子篇 - サッカー主審 役
- STEEL　オリックス不動産